# Margaret Guido
Margaret Guido (ur. 5 sierpnia 1912 w Beckenham, zm. 8 września 1994) – angielska archeolożka. Znana również jako Peggy Piggott.

## Życiorys
Przyszła na świat jako Cecily Margaret Preston. Jej rodzicami byli Elsie Marie Fidgeon i  Arthur Gurney Preston, inżynier wykształcony w Cambridge i mistrz żelazny. W młodości interesowała się rzymskimi monetami. Po śmierci ojca i ponownym zamążpójściu matki wychowywała się u ciotki.
W 1933 zdobyła doświadczenie na wykopaliskach prowadzonych przez Mortimera i Tessę Wheeler w Verulamium. Studiowała na University of Cambridge, ale ponieważ kobiety nie miały możliwości ukończyć studiów, w 1934 otrzymała dyplom dla kobiet, ekwiwalent bakalaureatu. W latach 1935–1936 studiowała w Instytucie Archeologii przy Kolegium Uniwersyteckim w Londynie. Specjalizowała się w prehistorii Europy zachodniej. W 1939 razem z pierwszym mężem jako wolontariuszka wzięła udział w wykopaliskach Sutton Hoo, gdzie okryto wczesnośredniowieczny pochówek władcy. Była pierwszą osobą, która zauważyła elementy skarbu ukrytego w grobowcu.
W 1937 pierwszy raz samodzielnie poprowadziła wykopaliska – badała cmentarzysko w Latch Farm (Hampshire). W latach 40. XX wieku badała metale z późnej epoki brązu oraz pochówek z tego okresu w Orrock (Fife). W końcu lat 40. XX wieku otrzymała fundusze od Towarzystwa Antykwariuszy Szkocji na przetestowanie modelu rozwoju osadnictwa z epoki żelaza w południowej Szkocji, podjęła więc próbę wyjścia poza badania typologiczne w archeologii osadnictwa. Podczas wykopalisk w Hownam Rings (1948), Hayhope Knowe (1949) i Bonchester Hill (1950) pioniersko przetestowała i udoskonaliła model CBA, ustalając względne ramy chronologiczne dla osadnictwa prehistorycznego w południowej Szkocji. Za badania nad grodziskami (odkopała 6) była ceniona w środowisku naukowym. Jej strategia wykopalisk i badań grodzisk wyznaczyła standardy współczesnych badań nad osadnictwem.
W latach 1951–1953, oprócz badań w Szkocji, prowadziła wykopaliska w Anglii: na stanowisku Carl Wark na wzgórzu (niedaleko Sheffield) i w kompleksie neolitycznym Dorchester-on-Thames (Oxfordshire). Najbardziej zaawansowane technicznie wykopaliska prowadziła na terenach podmokłych, na stanowisku Crannog w Milton Loch (Dumfries i Galloway).
W latach 70. XX wieku zajęła się badaniem szklanych koralików, którymi zainteresowała się już 40 lat wcześniej. Podróżowała po Wielkiej Brytanii, szukając takich eksponatów z wykopalisk i muzeów. W tym celu poruszała się po kraju m.in. kamperem. W 1978 opublikowała pierwszy tom opracowania o starożytnych brytyjskich koralikach szklanych, opisując okres prehistoryczny i rzymski. Tom drugi objął okres anglosaski i został opublikowany po jej śmierci (1999). W latach 70. XX wieku stworzyła specjalistyczne raporty na temat koralików ze stanowiska w Lankhills Winchester, Colchester, Wilsford, Cadbury-Congresbury, Conderton Camp, Castle Copse – wiele innych nie zostało wydanych.
W 1977 przeprowadziła się z Bath do Devizes. Związała się z Devizes Museum (współcześnie Wiltshire Museum).
W 1944 została członkinią Towarzystwa Antykwariuszy w Londynie, a w 1946 członkinią Towarzystwa Antykwariuszy Szkocji. W 1981 była współzałożycielką Bead Study Trust oraz Peggy Guido Fund for Research on Beads. W 1984 została wybrana wiceprezeską Towarzystwa Archeologicznego i Historii Naturalnej Wiltshire.
Publikowała od lat 30. XX wieku. Szczególnie dużo tekstów dotyczyło badań z wykopalisk z epoki brązu, w której się specjalizowała. W latach 60. i na początku 70. XX wieku wydała cztery przewodniki po archeologii włoskiej: po Sardynii (1963), Syrakuzach (1965), Sycylii (1967) i całych południowych Włoszech (1972). Łącznie napisała ponad 50 książek i artykułów naukowych.
Jej metody naukowe uznawano za taktyczne i wydajne – w danym roku prowadziła wykopaliska na jednym wybranym terenie, stosując strategię wybraną pod kątem celów danego badania. Cenione były jej badania w Hayhope Knowe w Scottish Borders (1949), gdzie wykonała wykopaliska na powierzchni 520 m², aby zbadać trzy domy i sekwencję grodzeń. Było to jedno z pierwszych zastosowań takiego podejścia w archeologii epoki żelaza w północnej Europie. Przez 60 lat kariery naukowej była szanowana za wysokie standardy badań terenowych oraz szybką publikacją wyników w postaci tekstów wysokiej jakości. Oprócz badań naukowych prowadziła wykopaliska na zlecenie wojska. W czasie II wojny światowej kierowała licznymi wykopaliskami ratowniczymi dla Departamentu Zabytków Ministerstwa Robót prowadzonymi na terenach zarekwirowanych dla celów obronnych.

## Życie osobiste
Podczas studiów poznała Stuarta Pigotta, za którego wyszła za mąż 12 listopada 1936. W 1954 rozstali się, 2 lata później się rozwiedli. Przeniosła się wówczas na Sycylię i na jakiś czas wróciła do panieńskiego nazwiska Preston. W 1957 wyszła za Luigi Guido, którego poznała podczas prowadzenia badań na Sycylii. Kiedy w 1959 mąż doznał załamania psychotycznego i został przykuty do łóżka, przez 6 miesięcy opiekowała się nim. Opuścił ją i wrócił na Sycylię. Nie mieli później kontaktu. Rozwiedli się w 1960.
Na emeryturze opiekowała się A.W. Lawrence’em, znawcą literatury klasycznej, który zamieszkał z nią po śmierci żony w 1986. Zmarł w 1991.
W ostatnich latach życia regularnie odwiedzała byłego męża, Stuarta Piggotta, który był na emeryturze. W 1987 oboje pełnili funkcję prezesa Towarzystwa Archeologicznego i Historii Naturalnej Wiltshire (każde aż do śmierci).

## Dziedzictwo
Jej imieniem nazwano Margaret Guido's Charitable Trust, organizację zarządzaną przez Coutts of the Strand, która zapewnia dotacje organizacjom charytatywnym i organizacjom wolontariackim, głównie związanym ze sztuką. Zapis na rzecz National Trust pomógł organizacji nabyć łąki otaczające Silbury Hill w Wiltshire.
Muzeum Wiltshire w Devizes jest w posiadaniu niektórych z jej znalezisk i narzędzi.

## Kultura popularna
Margaret Guido jako Peggy Piggott została sportretowana w powieści Wykopaliska (2007) o wydarzeniach wokół wykopalisk w Sutton Hoo napisanej przez jej siostrzeńca, Johna Prestona. W filmowej adaptacji o tym samym tytule, wyprodukowanej przez Netflix w styczniu 2021, Margaret została zagrana przez Lily James.